# Lancia Stratos
Lancia Stratos er en sportsvogn bygget af Lancia fra 1974 til 1975.
Modellen var forsynet med en V6-motor fra Ferrari på 2,4 liter med 190 hk. 